# Эстурнель де Констан, Поль Анри Бенжамен д’
Поль Анри Бенжамен д’Эстурнель де Констан (22 ноября 1852 — 15 мая 1924) — французский дипломат и общественный деятель.
Лауреат Нобелевской премии 1909 года, вручённой ему за заключение договоров об арбитраже между Францией и соседними странами. Француз. В том же году вместе с ним Премию получил Огюст Беернарт из Бельгии.

## Карьера
Французский дипломат, борец за мир, пацифист. Посвятил всю свою жизнь дипломатической службе в разных странах и деятельности по установлению мирного соседства государств Европы. Участвовал в нескольких международных конференциях, в том числе в 1899 году в конференции по ограничению вооружений. В 1918 году был одним из главных разработчиков и адептов идеи и проекта Лиги Наций.

## Факты биографии
Происходил из аристократической семьи. Имел научные степени. Был человеком широких интересов — написал книгу о Древней Греции, пьесу по мотивам мифа о Пигмалионе. В годы Первой Мировой войны, несмотря на свой пацифизм, помогал своей родной Франции чем мог — передал госпиталю родовой замок, работал в области нахождения эффективных мер противодействия немецким подводным лодкам.